# ألاخويلا

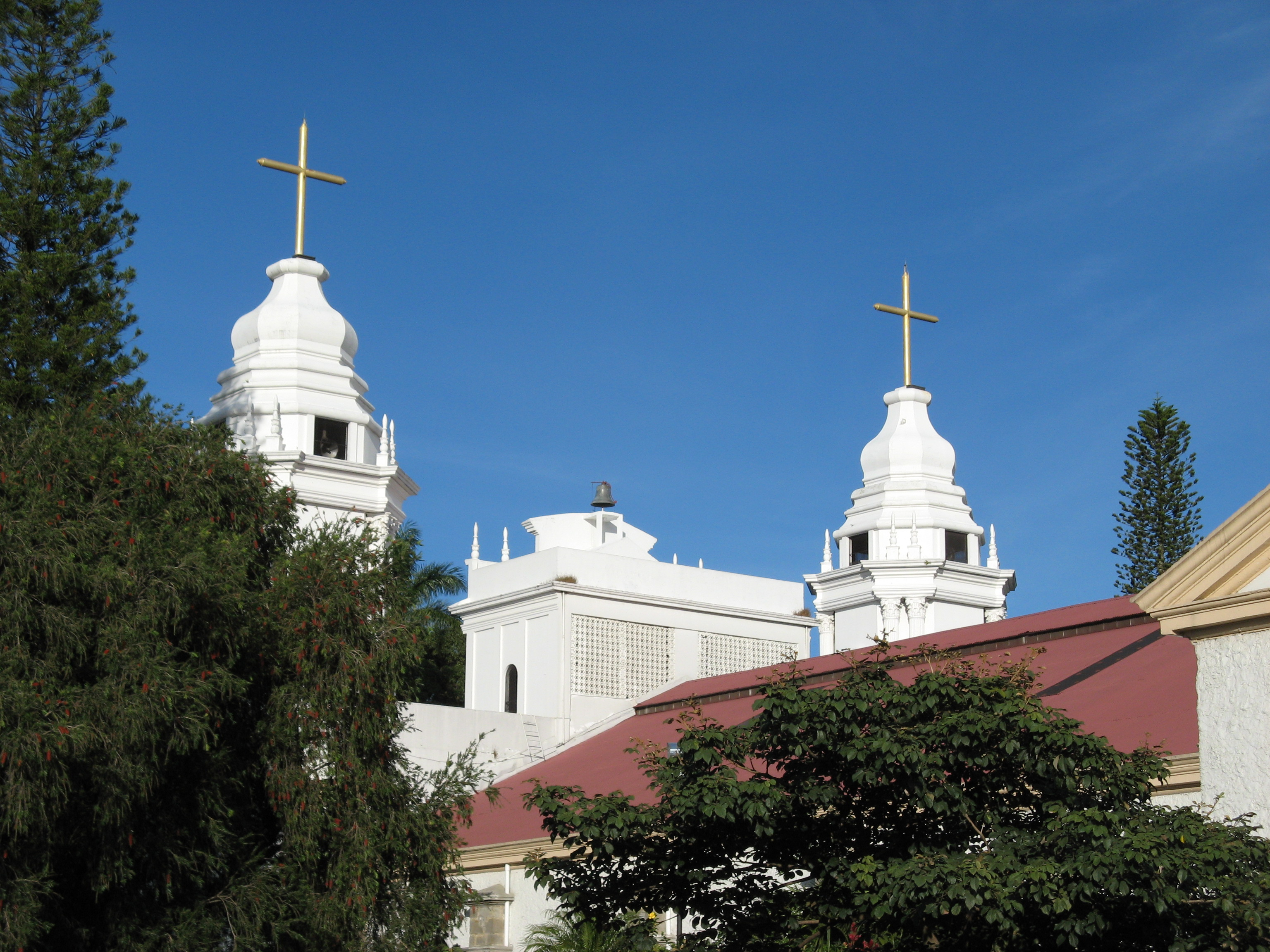
كنيسة ألاخويلا

ألاخويلا (بالإنجليزية: Alajuela) عاصمة محافظة ألاخويلا في كوستاريكا . تعتبر مسقط رأس البطل الكوستاريكي خوان سانتاماريا . يبلغ عدد سكان المدينة 46,554 نسمة بينما تبلغ مساحتها 8.88 كيلومتر مربع .

## توأمة
لألاخويلا اتفاقيات توأمة مع كل من:
- لار
- سان بارتولومي دي تيراخانا
- مونتيغروتو تيرمي
- Bordano [الإنجليزية]‏
- داوني [5]
- دوثان
- غوادالاخارا
- إيباراكي
- هانغتشو
- ألكالا دي إيناريس (2011 - )

## أعلام
- أوتيليو بلانكو
- توماس غوارديا غوتيريز
- خوسيه ماريا الفارو زامورا
- ألفارو ميسين
- أدولفو دياز
- واردي ألفارو
- خوسيه بوراس